# Barbara Chilcott
Barbara Chilcott (* 10. September 1922 in Newmarket, Ontario, Kanada; † 1. Januar 2022 in Toronto, Ontario, Kanada) war eine kanadische Schauspielerin in Theater, Film und Fernsehen.

## Leben und Karriere
Die 1922 im kanadischen Newmarket geborene Barbara Chilcott studierte nach dem Krieg an der Central School of Speech and Drama in London und gab 1949 ihr Debüt im West End. Nach ihrer Rückkehr nach Kanada im Jahr 1950 wurde sie bald zu einer der führenden Schauspielerinnen des Landes. 1953 gründete sie mit ihren Brüdern Murray und Donald Davis das Crest Theatre in Toronto, das bis 1966 betrieben wurde.
Auf der Leinwand trat Chilcott nur in relativ wenigen Filmen als Schauspielerin in Erscheinung, unter anderem 1966 unter der Regie von Sidney Hayers in dem Abenteuerfilm Wie ein Schrei im Wind an der Seite von Schauspielerkollegen wie Rita Tushingham und Oliver Reed oder 1975 in Ján Kadárs Filmdrama Geliebte Lügen neben Yossi Yadin und Len Birman. 1993 besetzte sie der Regisseur David Cronenberg in seinem Drama M. Butterfly in einer kleinen Gastrolle.
Ihr Debüt im Fernsehen gab sie bereits 1954, wo sie bis zu Beginn der 1990er Jahre zahlreiche Rollen in Episoden von Serien spielte, unter anderem 1960 in der Kriminalfilmserie Geheimauftrag für John Drake an der Seite von Patrick McGoohan oder in der Mysteryserie Twilight Zone.
Barbara Chilcott verstarb am 1. Januar 2022 im Alter von 99 Jahren in Toronto, Kanada.

## Filmografie (Auswahl)

### Filme
- 1960: Stop Me Before I Kill!
- 1966: Wie ein Schrei im Wind (The Trap)
- 1975: Geliebte Lügen (Lies My Father Told Me)
- 1993: M. Butterfly
- 1996: Running out II – Der Countdown läuft weiter (No Contest II)
- 1996: Big Deal, So What (Kurzfilm)

### Fernsehen
- 1954–1959: Encounter (Fernsehserie, 5 Episoden)
- 1955–1958: Folio (Fernsehserie, 4 Episoden)
- 1956: Christmas in the Market Place (Fernsehfilm)
- 1957: BBC Sunday-Night Theatre (Fernsehserie, 1 Episode)
- 1957–1960: ITV Play of the Week (Fernsehserie, 6 Episoden)
- 1958: Armchair Theatre (Fernsehserie, 1 Episode)
- 1958: The Invisible Man (Fernsehserie, 1 Episode)
- 1958–1959: ITV Television Playhouse (Fernsehserie, 3 Episoden)
- 1959: The Unforeseen (Fernsehserie, 1 Episode)
- 1959: Shoestring Theatre (Fernsehserie, 3 Episoden)
- 1960: Suspense (Fernsehserie, 1 Episode)
- 1960: Geheimauftrag für John Drake Danger Man (Fernsehserie, 1 Episode)
- 1962: Playdate (Fernsehserie, 1 Episode)
- 1962–1965: Festival (Fernsehserie, 5 Episoden)
- 1966: Seaway (Fernsehserie, 1 Episode)
- 1969: McQueen (Fernsehserie, 1 Episode)
- 1972: Norman Corwin Presents (Fernsehserie, 1 Episode)
- 1981: The Great Detective (Fernsehserie, 1 Episode)
- 1988: Twilight Zone (Fernsehserie, 1 Episode)
- 1992: Beyond Reality (Fernsehserie, 1 Episode)